# Euryops acraeus
Euryops acraeus es una especie de planta fanerógama en la familia Asteraceae, nativa de las montañas Drakensberg de Sudáfrica.

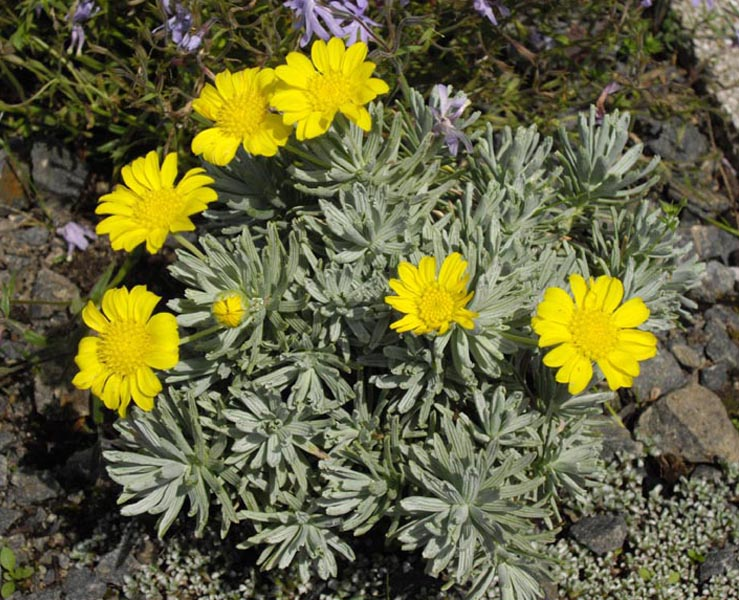
Vista de la planta

## Descripción
Se trata de un arbusto enano, con hoja perenne redondeada  que alcanza un tamaño de 30 cm  de alto y ancho, con hojas de color azul plata y masas de flores amarillas compuestas que se producen en primavera y verano.

## Cultivo
En el cultivo de esta planta requiere pleno sol y drenaje muy preciso, de preferencia en un jardín alpino. Ha ganado el Award of Garden Merit de  Royal Horticultural Society.

## Taxonomía
Euryops acraeus fue descrita por Mayda Doris Henderson y publicado en Kirkia 1: 110. 1961
Etimología
Euryops: nombre genérico que proviene de las palabras griegas: eurys y eop = "cabezas" y "ojos", en referencia a las cabezas de las flores vistosas (capítulos), con los centros como ojos.
acraeus: epíteto latíno que significa "que vive en un terreno elevado". Como reflejo de su hábitat rocoso montañoso.